# Asterina tenella
Asterina tenella är en svampart som beskrevs av Cooke 1885. Asterina tenella ingår i släktet Asterina och familjen Asterinaceae.   Inga underarter finns listade i Catalogue of Life.